# The Sound of Girls Aloud
The Sound of Girls Aloud: The Greatest Hits é uma compilação com todos os singles lançados pelo girl group pop britânico Girls Aloud, mais algumas músicas inéditas. Foi lançado pela Fascination Records em 30 de outubro de 2006 no Reino Unido, e foi imediatamente para o primeiro lugar do UK Albums Chart, a parada de álbuns do Reino Unido. Foi o primeiro álbum do grupo a atingir mais de um milhão e duzentas mil cópias ao redor de toda Europa, certificado ao todo quadrupla platina.

## Informações
O álbum inclui os 14 primeiros singles das Girls Aloud, sendo dois inéditos, mais uma nova faixa, chamada "Money". Uma edição limitada do álbum também foi lançada. Ela inclui músicas ainda não lançadas, versões diferentes de alguns singles e algumas apresentações ao vivo.
A tracklist original do álbum, que foi lançada na Internet incluía uma regravação da música de Irene Cara, chamada "What A Feeling", ao invés da regravação da música de Tiffany, "I Think We're Alone Now". Também era planejado incluir a música "Wicked Game", uma regravação de Chris Isaak que tinha lançamento como single previsto para maio de 2005. Uma versão demo de "Love Machine" também estava prevista para o CD, mas ao invés disso, foi lançada na compilação "Popjustice: 100% Solid Pop Music".

## Faixas
Os nomes dos escritores e/ou produtores das músicas aparecem em parênteses.

### Edição Normal
1. "Sound of the Underground" (M. Cooper, N. Scarlett, B. Higgins, Xenomania) - 3:41
2. "Love Machine" (M. Cooper, B. Higgins, T. Powell, N. Coler, L. Cowling, M. Boyle, S. Lee) - 3:25
3. "Biology" (M. Cooper, B. Higgins, L. Cowling, T. Powell, G. Sommerville) - 3:35
4. "No Good Advice" (M. Cooper, B. Higgins, L. Cowling, N. Coler, Xenomania, L. Nystrom) - 3:48
5. "I'll Stand by You" (T. Kelly, C. Hynde, B. Steinberg) - 3:43
6. "Jump" (G. Skardina, M. Sharron, S. Mitchell) - 3:39
7. "The Show" (M. Cooper, B. Higgins, L. Cowling, J. Shave, Xenomania) - 3:36
8. "See the Day" (Dee C. Lee) - 4:04
9. "Wake Me Up" (M. Cooper, B. Higgins, T. Powell, S. Lee, L. Cowling, P. Woods, Yusrag) - 3:27
10. "Life Got Cold" (M. Cooper, L. Cowling, N. Coler, B. Higgins, Xenomania) - 3:57
11. "Something Kinda Ooooh" (M. Cooper, B. Higgins, T. Powell, N. Coler, J. Lei, G. Sommerville) - 3:22
12. "Whole Lotta History" (M. Cooper, B. Higgins, T. Larcombe, L. Cowling, G. Sommerville, Xenomania) - 3:47
13. "Long Hot Summer" (M. Cooper, B. Higgins, T. Larcombe, S. Lee, G. Sommerville, M. Boyle) - 3:52
14. "Money" (M. Cooper, B. Higgins, T. Powell, N. Coler, L. Cowling) - 4:13
15. "I Think We're Alone Now" (R. Cordell) - 3:18

### Edição Bônus Limitada
1. "No Good Advice" (Parental Advisory Version) (M. Cooper, B. Higgins, L. Cowling, N. Coler, Xenomania, L. Nystrom) - 3:48
2. "Wake Me Up" (Original Version) (M. Cooper, B. Higgins, T. Powell, S. Lee, L. Cowling, P. Woods, Yusrag) - 3:27
3. "I Predict a Riot" (Live at Wembley) (Kaiser Chiefs) - 4:40
4. "Sound of the Underground" (Extended TV Version) (M. Cooper, N. Scarlett, B. Higgins, Xenomania) - 3:35
5. "Hanging on the Telephone" (Studio Demo) (J. Lee) - 2:39
6. "Loving is Easy" (b-side de "Wake Me Up") (K. Walsh, M. Cooper, B. Higgins, N. Coler, L. Cowling, S. Lee) - 3:01
7. "Singapore" (canção prevista para o álbum Chemistry) (M. Cooper, B. Higgins, J. Shave, L. Cowling) - 3:00
8. "Sacred Trust" (versão gravada durante o programa Popstars: The Rivals) (B. Gibb, M. Gibb, R. Gibb) - 5:01

### Download Extra noiTunes
1. "Biology" (Live at Wembley)

## Singles

### Something Kinda Ooooh
O primeiro single inédito do álbum foi "Something Kinda Ooooh". A canção entrou nas paradas do Reino Unido em 5º lugar, apenas com downloads, a primeira vez que um artista britânico conseguiu tal feito. O single ainda subiu para o 3° lugar na semana seguinte, após o início das vendas do single físico, tornando-se o 36º single mais vendido de 2006 no Reino Unido.
A canção também foi a primeira das Girls Aloud desde "Sound of the Underground" a ir para a Lista A de singles da Radio 1. Ela também está presente na trilha sonora do filme "Run, Fat Boy, Run".
Seu videoclipe foi filmado no dia da sua estréia no programa "The Box". No entanto, o que o programa exibiu uma edição do vídeo. A versão final foi ao ar no programa "Popworld", do "Channel 4". No clipe as garotas aparecem "dirigindo" carros esportivos, em outra cena aparecem em frente a um fundo que muda constantemente de cor, onde executam a coreografia da música. Em uma entrevista recente para a MTV Hits, Cheryl admitiu que "Something Kinda Ooooh" não era o melhor videoclipe do grupo. Ela, junto às outras garotas, culpou a falta de tempo para a gravação do vídeo e revelou que o clipe não era como as garotas queriam que fosse.

### I Think We're Alone Now
O segundo e último single inédito do álbum foi "I Think We're Alone Now", uma regravação da música do compositor Ritchie Cordell, interpretada antes por cantores como Tommy James & the Shondells e Tiffany. A canção também foi escolhida para fazer parte da trilha sonora do filme It's a Boy Girl Thing.
A canção alcançou o 4° lugar nas paradas britânicas, conseguindo ficar no Top 10 na semana do Natal, a mais importante do ano.
O vídeo da canção, dirigido por Alex e Nick Hemming Collett, mostra as garotas tentando roubar um cassino de Los Angeles. O clipe é baseado em filmes como "Onze Homens e Um Segredo" (em Portugal:"Façam as vossas apostas") e "Casino".

## Desempenho nas paradas e certificações
Assim que lançado, em 30 de outubro de 2006, The Sound of Girls Aloud foi imediatamente para o primeiro lugar do UK Albums Chart. Foi a primeira e única vez que as Girls Aloud conseguiram esse feito, alcançando a marca de 84.354 cópias vendidas apenas na sua primeira semana de vendas.

### Posição nas paradas
| Chart (2006)                               | Posição | Certificação |
| ------------------------------------------ | ------- | ------------ |
| Reino Unido - Albums Chart                 | 1       | 4x Platina   |
| Irlanda                                    | 9       | Platina      |
| Reino Unido - Chart de final de ano (2006) | 16      |              |
| Estónia                                    | 17      |              |
| European Albums Chart                      | 4       |              |
| United World Chart                         | 21      |              |